# Moisés Moura
Moisés Moura Pinheiro (Nanuque, 25 de julho de 1979) é um ex-futebolista brasileiro que atuava como zagueiro.

## Carreira
Moisés começou sua carreira profissional no Vitória, onde se sagrou bicampeão baiano em 1999 e 2000.
Em seguida, foi vendido para o Spartak Moscou, da Rússia. Jogou também no Krylya Sovetov.
Retornou ao Brasil em 2006, vestindo a camisa do Cruzeiro, quando foi campeão mineiro.  Entretanto, dois meses mais tarde, transferiu-se para o exterior novamente.
O zagueiro já estava de contrato assinado e pronto para jogar pelo Sporting CP. No entanto, sobreveio uma suspensão da FIFA, em virtude da constatação de irregularidades na transferência do jogador da Rússia para o Cruzeiro, o que acabou resultando na sua imediata dispensa por parte do clube de Lisboa.
No início da temporada de 2007, Moisés foi contratado pelo Flamengo onde se sagrou campeão carioca. Em Setembro, decidiu se transferir novamente para Portugal, acertando sua transferência para o Boavista, onde jogou por empréstimo do Cruzeiro.
Em junho de 2008 Moisés assinou pelo Sporting de Braga um contrato válido até à época 2010/2011.
No clube português, foi um dos principais destaques do inédito vice-campeonato português que sua equipe conquistou.
Em 2011, fechou com o Al Rayyan.
No ano de 2012, disputou o campeonato chinês pelo Shanghaï Shenhua, jogando ao lado dos craques Didier Drogba e Nicolas Anelka.
No dia 27 de Dezembro de 2012 foi anunciado como reforço da Portuguesa. Sua apresentação oficial aconteceu no dia 03 de janeiro de 2013.

## Títulos
Vitória
- Campeonato Baiano: 1999 e 2000
- Copa do Nordeste: 1999

Spartak Moscou
- Copa da Rússia: 2003

Cruzeiro
- Campeonato Mineiro: 2006

Flamengo
- Taça Guanabara: 2007
- Taça Rio: 2007
- Campeonato Carioca: 2007

Portuguesa
- Campeonato Paulista - Série A2: 2013